# 友瑩格
友瑩格（英語：Aerovelocity，來港前稱Naisoso Warrior），是一匹曾在紐西蘭和香港出賽的已退役賽駒，來港後練馬師是蘇保羅，為2014/2015馬季最佳短途馬，以及2016/2017馬季最佳短途馬和終身成就獎得主。
「友瑩格」先後於香港、日本和新加坡三地勝出國際一級賽，成為香港賽馬史上首匹一季於三地勝出國際一級賽的賽駒。競賽生涯中四勝國際一級賽。

## 競賽生涯

### 紐西蘭
友瑩格來港前曾在當地出戰一場賽事，並以兩馬位勝出。

### 香港

#### 2012-13年馬季
友瑩格來港後的首個馬季表現僅屬普通。友瑩格被評為67分，首戰插三班出爭田草一千直路賽，只能取得第十名。接著增程千二，以99倍冷門身份跑入亞席，初見質素。及後再增程至千四，以一又四分一馬位不敵日後於此路程勝出級際賽的風花雪月，再次屈居第二。接著再爭同程亦只能以第七名完成賽事。後來欲再戰同程，但於出賽前一天因右前腳不良於行而退出，展望下個賽季。

#### 2013-14年馬季
「友瑩格」於此馬季開始展現其巨星鋒芒。馬季首戰回師千二，鞍上人亦由此役開始改由潘頓策騎，雖只能跑入季席，但很快便於下仗補中，以兩個馬位取得在港首次勝利。隨後負頂磅下亦成功以短馬頭位險勝劍飛聲，升上二班。初上二班後，再戰同程以一個半馬位擊敗大熱門「積多福」，取得三連勝。接著再戰二班同程，首次被捧成大熱門下，持續其穩定表現以四分三馬位再勝一場。
季尾持連勝之勢於初次問鼎級際賽，以第三熱門身份挑戰沙田銀瓶，一改以往領放跑法居中競跑，憑著頑強鬥心，在激戰中險勝神舟十號以首名衝線，雖然本賽殿軍「醒目波幅」對它的頭馬資格提出抗議，但裁定抗議不成立，「友瑩格」得以取得首個級際賽冠軍，並完成五連勝。但潘頓因此被裁定不小心策騎而被罰停賽兩個香港賽馬日。
其後增程千四角逐精英盃成為大熱，惜以四分三馬位不敵實力馬喜蓮標緻。

#### 2014-15年馬季
友瑩格於此馬季奠定其不可動搖的賽馬歷史地位。鑑於上季的精彩演出，馬季首戰精英碗已成大熱門，卻因出閘意外不順，被逼首次留後競跑。但友瑩格竟能收復失地，直路於內欄展現其驚人爆炸力，以21.56 秒締造全場最佳末段下再次擊敗積多福，取得季內首勝。接著角逐馬會短途錦標抽到一檔，但於直路受困，嘗試從前駒崇山寶內側望空失敗，無路可上之際惟有勒避，以最後一名完成終點。但此戰群駒密攏，不能作準。到正本戲香港短途錦標時，選擇搶放並一放到底，以頸位擊敗大熱門幸福指數，取得首項國際一級賽勝利。
賽後幕後決定放棄角逐速度系列首關直路賽，以千二米主席短途獎為目標。雖成為賽事熱門，卻被縮程挑戰定一哩良駒大運財以半冷身份擊敗，屈居亞軍。接著，友瑩格決定首次遠征，出爭日本高松宮紀念賽。友瑩格於當地僅屬第四熱門，在需要面對場地適應和左轉馬場等問題下，仍能發揮其衝刺力勝出，揚威海外。賽後決定再度遠征，到新加坡角逐KrisFlyer國際短途錦標，於賽事中沿途領放，姿態輕鬆地以一又二分一馬位勝出，完成本季所有賽事。
這個賽季，友瑩格先後於香港、日本和新加坡三地勝出國際一級賽，成為香港賽馬史上首匹一季於三地勝出一級賽的賽駒。季後友瑩格憑上佳表現獲選為最佳短途馬，惟香港馬王的頭銜則由一哩戰線全勝的步步友所得，遺憾地與馬王榮譽擦身而過。

#### 2015-16年馬季
挾盛名回港，友瑩格這季卻飽受傷病困擾。與上季一樣，馬季首戰出爭精英碗。但陣上意外地於直路早段洩氣，賽後發現心律不正常和氣管多血，只能放棄衛冕香港短途錦標。三個月後，友瑩格在一月底復出，角逐首屆由直路賽轉為千二的百週年紀念短途盃。是賽因健康疑問而成為半冷，但馬匹爭氣地以輕鬆姿態擊敗大運財以首名衝線，雖然本賽季軍幸福指數對它的頭馬資格提出抗議, 但裁定抗議不成立，友瑩格得以取得季內一級賽勝利。但潘頓因此被裁定不小心策騎而被罰停賽三個香港賽馬日。
賽後本部署衛冕高松宮紀念，出發日本後於當地輕微絞腸痧而宣告退出。其後角逐升格為國際一級賽的主席短途獎，以第八名完成，表現平平。

#### 2016-17年馬季
友瑩格季內首戰繼續出戰精英碗，以一又四分一馬位落後頭馬幸運如意取得第三名，亦展現其戰鬥力猶在。及後於馬會短途錦標中再次跑入季席。到正賽香港短途錦標，馬匹在最後一百米透出，成功力拒幸運如意來犯，以8歲之齡為再次勝出榮奪香港短途錦標。練馬師欲安排友瑩格參加主席短途獎後退役，惟因其右前腿不良於行而被迫退出比賽。香港賽馬會於2017年6月25日為友瑩格舉行榮休儀式，正式退役的友瑩格於香港賽馬會冠軍人馬獎頒獎典禮中奪得最佳短途馬及終身成就獎 。

## 詳細血統
「友瑩格」父系PINS，其父一生七捷，由1100米贏至2000米，包括澳洲一級賽澳洲堅尼。 PINS配種成績不俗，至今已有五匹子嗣勝出一級賽，其中「雄心威龍」在港勝出香港打吡大賽及女皇盃兩項級際賽，並連續兩年當選為香港馬王，此系馬宜中長途路程。「友瑩格」之母曾勝1600米，而同母兄長亦贏過1600米，屬中距離性能的母系血緣。

## 外部連結
- . 2014-05-25  [2019-01-05]. （原始内容存档于2019-01-05）.
- . 2014-10-26  [2019-01-05]. （原始内容存档于2019-01-05）.
- . 2014-12-14  [2019-01-05]. （原始内容存档于2019-01-05）.
- . 2015-03-29  [2019-01-05]. （原始内容存档于2019-01-05）.
- . 2015-05-17  [2019-01-05]. （原始内容存档于2019-01-05）.
- . 2016-01-31  [2019-01-05]. （原始内容存档于2019-01-06）.
- . 2016-12-11  [2019-01-05]. （原始内容存档于2019-01-05）.
- . 2016-12-11  [2019-01-05]. （原始内容存档于2019-01-05）.